# 钓峰乡
钓峰乡，是中华人民共和国江西省赣州市宁都县下辖的一个乡镇级行政单位。

## 行政区划
钓峰乡下辖以下地区：
下湾村、曾村、源尾村、钓峰村、中罗村、东山下村和桃源村。